# Herrenhäuser Friedhof

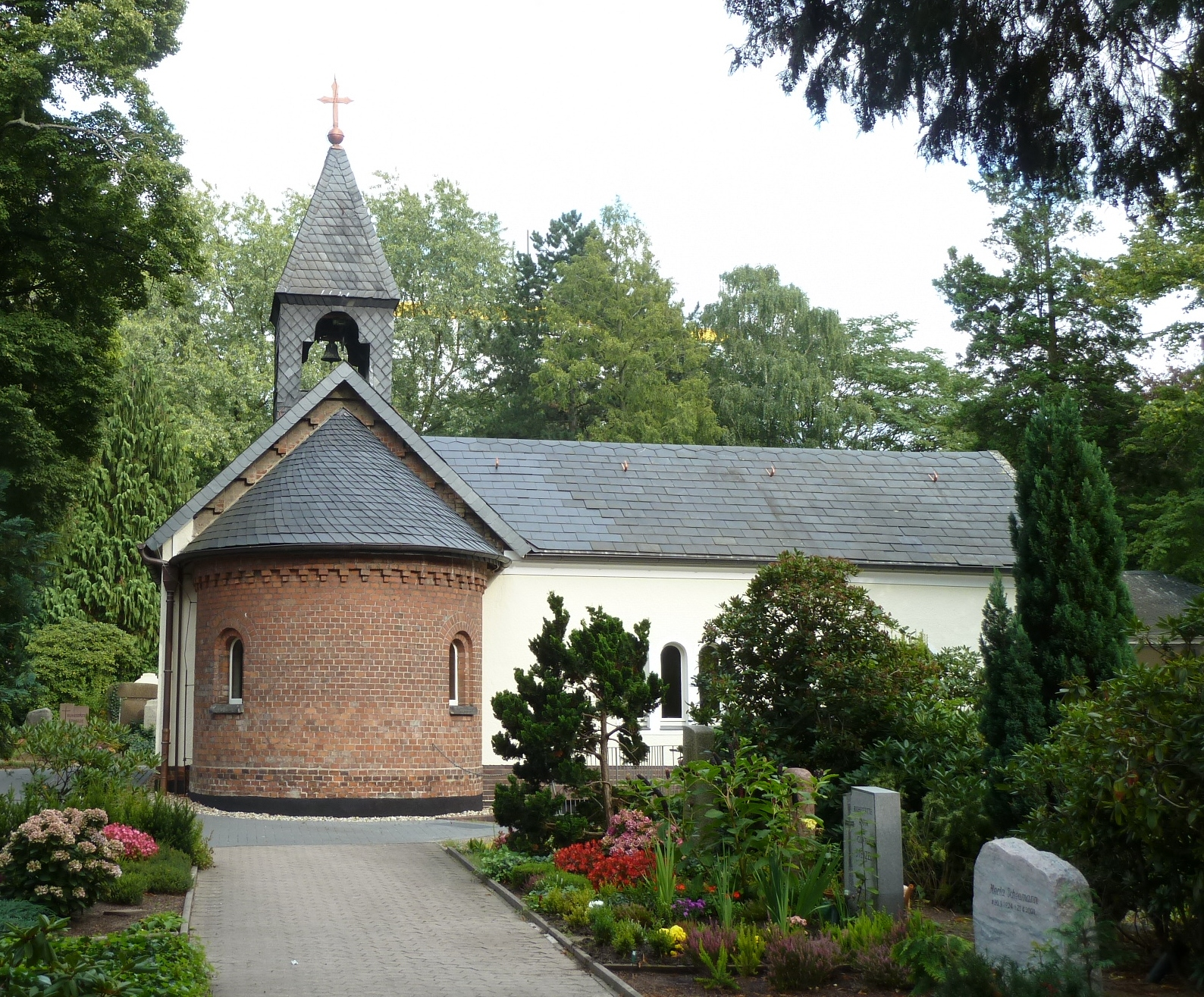
Das 1860 errichtete, später zur Kapelle erweiterte Gebäude auf dem Herrenhäuser Friedhof war das erste christliche Gotteshaus in Herrenhausen

Der Herrenhäuser Friedhof (seltener auch: Friedhof Herrenhausen) in Hannover ist eine denkmalgeschützte Friedhofsanlage unter der Trägerschaft der evangelisch-lutherischen Kirchengemeinde Herrenhausen-Leinhausen. Standort des schon im Königreich Hannover angelegten und mehrfach bis auf heute rund 1,4 Hektar erweiterten Friedhofs ist die Kiepertstraße 10 im Stadtteil Herrenhausen.

## Geschichte
Im Mittelalter gehörte die Ortschaft Herrenhausen kirchlich zur Marktkirche beziehungsweise zur Kreuzkirche. Nach der Reformation 1544 in Hannover wurde Herrenhausen der Hainhölzer Kirche angegliedert.
Den Anstoß zur Anlage des Herrenhäuser Friedhofes bildete die Ankündigung der Stadt Hannover, den voll belegten Nicolaifriedhof zu schließen und am Engesohder Berg bei Döhren einen neuen Friedhof zu eröffnen, den Stadtfriedhof Engesohde. Aus diesem Grund kündigte die Stadt den Vordörfern Vahrenwald, List, Hainholz und Herrenhausen die Nutzungsrechte am alten Friedhof für den 1. Januar 1860 und kaufte ihnen schon 1857 ihre Rechte für insgesamt 1400 Taler ab mit der Bedingung, für jeweils eigene Friedhöfe zu sorgen.
So legten im Dezember 1857 der Halbmeier Kollenrott und der Brinksitzer Kriete als Abgeordnete der Gemeinde Herrenhausen auf dem Amt in Langenhagen einen genauen Plan für den Herrenhäuser Friedhof und seine Verwaltung vor. Es folgten lange und schwierige Verhandlungen mit zahlreichen Stellen, vor allem mit dem Oberhofmarschallamt unter Ernst von Malortie, das auch dabei beteiligt sein und ein Teil des Friedhofsgeländes für die im Schloss- und Gartenbezirk wohnende Hofdienerschaft reserviert wissen wollte. Diese Verhandlungen verliefen mitunter turbulent. So berichtete der Geheime Baurat Eduard Schuster, der Vertreter des Oberhofmarschallamtes, von einer Sitzung, in der es

„… unter den Mitgliedern fast zu Thätlichkeiten gekommen wäre und der Pastor und ich uns genöthigt sahen, die Conferenz zu verlassen.“

Schließlich erschien eine Abordnung der Herrenhäuser persönlich direkt bei König Georg V., um ihm ihre Wünsche vorzutragen und um Beschleunigung der Angelegenheit zu bitten. Eine Akte vom 29. Juni 1859 hielt fest,

„dass des Königs Majestät zu befehlen geruth habe, dass in Herrenhausen für die dortige Dorfgemeinde und für die auf den bislang zu den vorstädtischen Ortschaften Königsworth und Schlosswende gehörigen Besitzungen vorhandene Hofdienerschaft ein separater Kirchhof angelegt werde.“

Das für den Friedhof vorgesehene Land hinter der Ebeling’schen Schmiede (heute die Tankstelle Röttger) traten der Großkötner Heinrich Engelke und der Anbauer Friedrich Kollenrott ab gegen eine Entschädigung durch Geld und anderes Land.
Ein Teil des neuen Friedhofs wurde dem Oberhofmarschallamt zugewiesen, ein anderer den „Stellwirthen“. Da der Kirchhof aus dem Gemeindevermögen bezahlt wurde, wünschte ein Teil der Einwohner die Verteilung der Grabstellen nach Hausnummern, ein anderer Teil nach Losverfahren. Über das Los bekam schließlich jeder Stellwirt einen so ermittelten Erbbegräbnisplatz in der Größe von 8 Grabstellen.

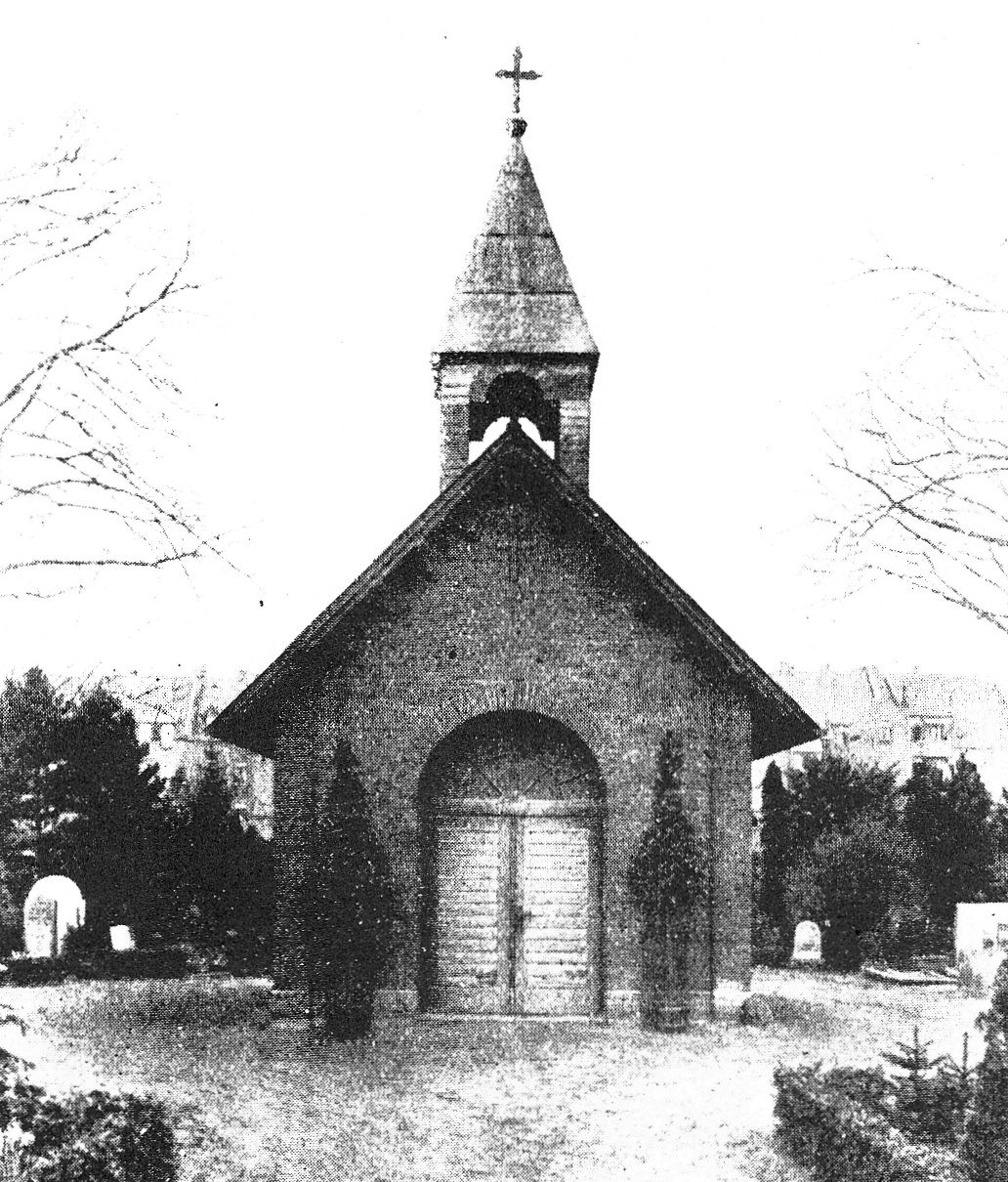
Das um 1860 zunächst als Leichenhalle mit Glockenturm errichtete, später zur Friedhofskapelle erweiterte Gebäude

Der Herrenhäuser Maurermeister Gerber umbaute das vorgesehene Friedhofsgelände mit einer festen Mauer und errichtete eine erste Leichenhalle mit einem kleinen Glockenturm. Das Gebäude war – lange vor dem Bau der Herrenhäuser Kirche – das erste christliche Gotteshaus in Herrenhausen. Nach Plänen von Professor Uvo Hölscher erweiterte Gerber die Halle später durch einen Anbau zur Kapelle, die dann von dem Kirchenmaler Ebeling ausgemalt wurde.
Der Architekt Bäßmann entwarf und erbaute für den Friedhof das Eingangstor, angeblich eine Kopie des Weimarer Sommerhauses von Goethe. Der Hinweis entstammte dem im Vorraum der Herrenhäuser Kirche ausgehängten Bericht des Herrenhäuser Lehrers Arnold Lütgert von 1925. Neuere Untersuchungen ergaben jedoch, dass offensichtlich lediglich das rechte, ehemals aus Holz gefertigte Türblatt gemeint sein konnte, das später durch eine Metalltür ersetzt wurde.
Anlässlich der ersten Beerdigung am 7. April 1860 wurde der Friedhof von Pastor Heumann eingeweiht.
Im Ersten Weltkrieg wurde die Kapellenglocke 1917 zu Kriegszwecken eingeschmolzen, zusammen mit zwei Glocken der Herrenhäuser Kirche. 1925 stiftete die Ehefrau des Fabrikbesitzers Louis Eilers eine neue Glocke für den Friedhof.
1958 wurde der Innenraum der Kapelle neu gestaltet. Im Rahmen dieser Innenrenovierung schuf der Glasmaler Brenneisen ein Altarfenster, das den auferstandenen Christus zeigt.
2011 suchte der Volksbund Deutsche Kriegsgräberfürsorge auf dem Friedhof die Gräber von 6 Kriegstoten. Nachdem diese nicht gefunden worden waren, wurde eine Einebnung vermutet.

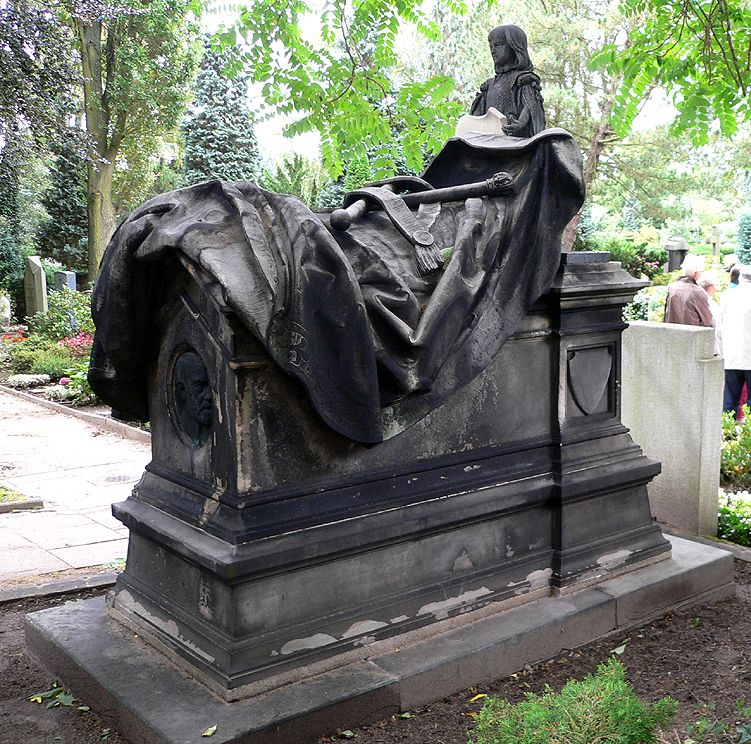
Das Grabmal Ernst von Malorties

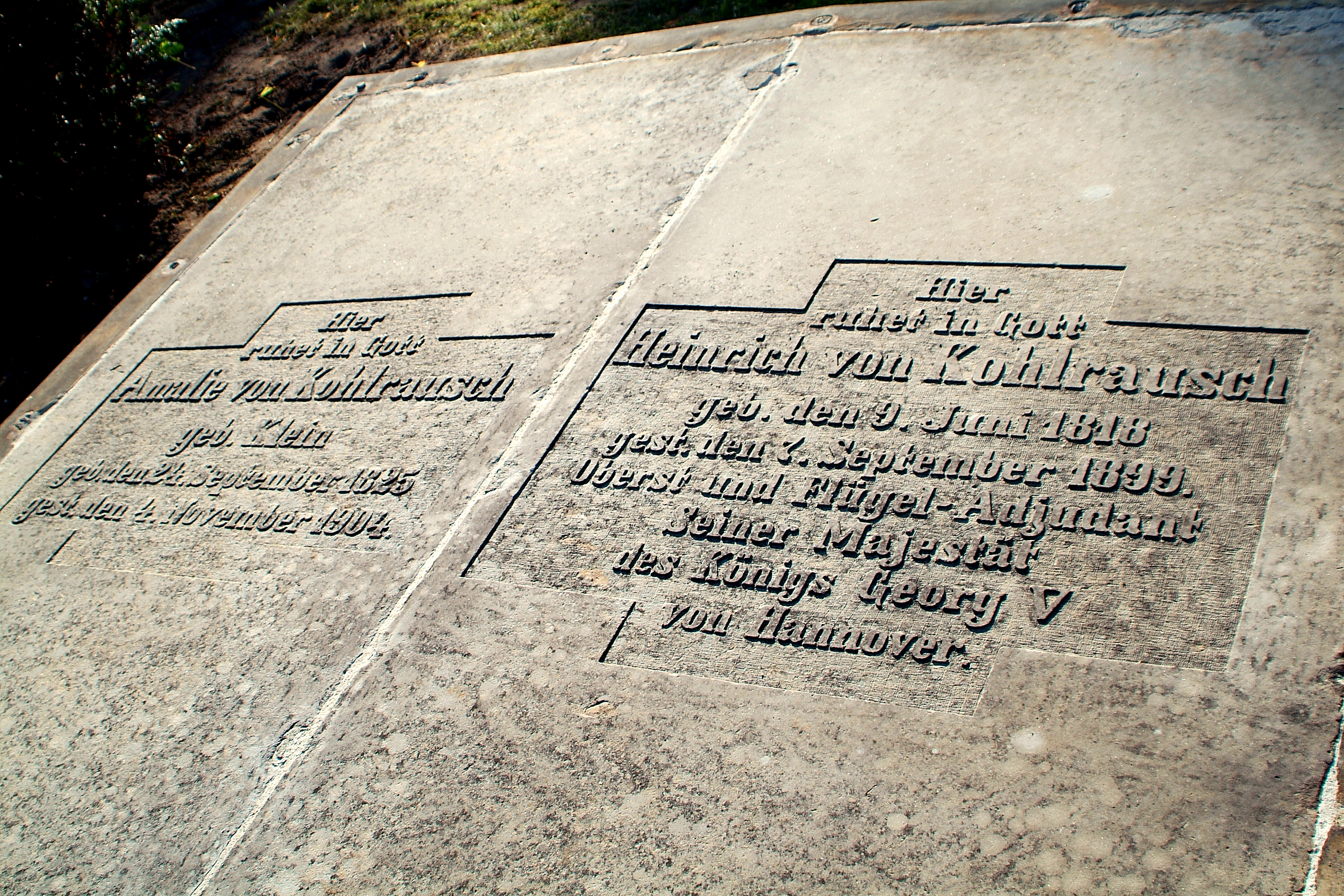
Grabplatten Heinrich von Kohlrausch und Amalie Klein

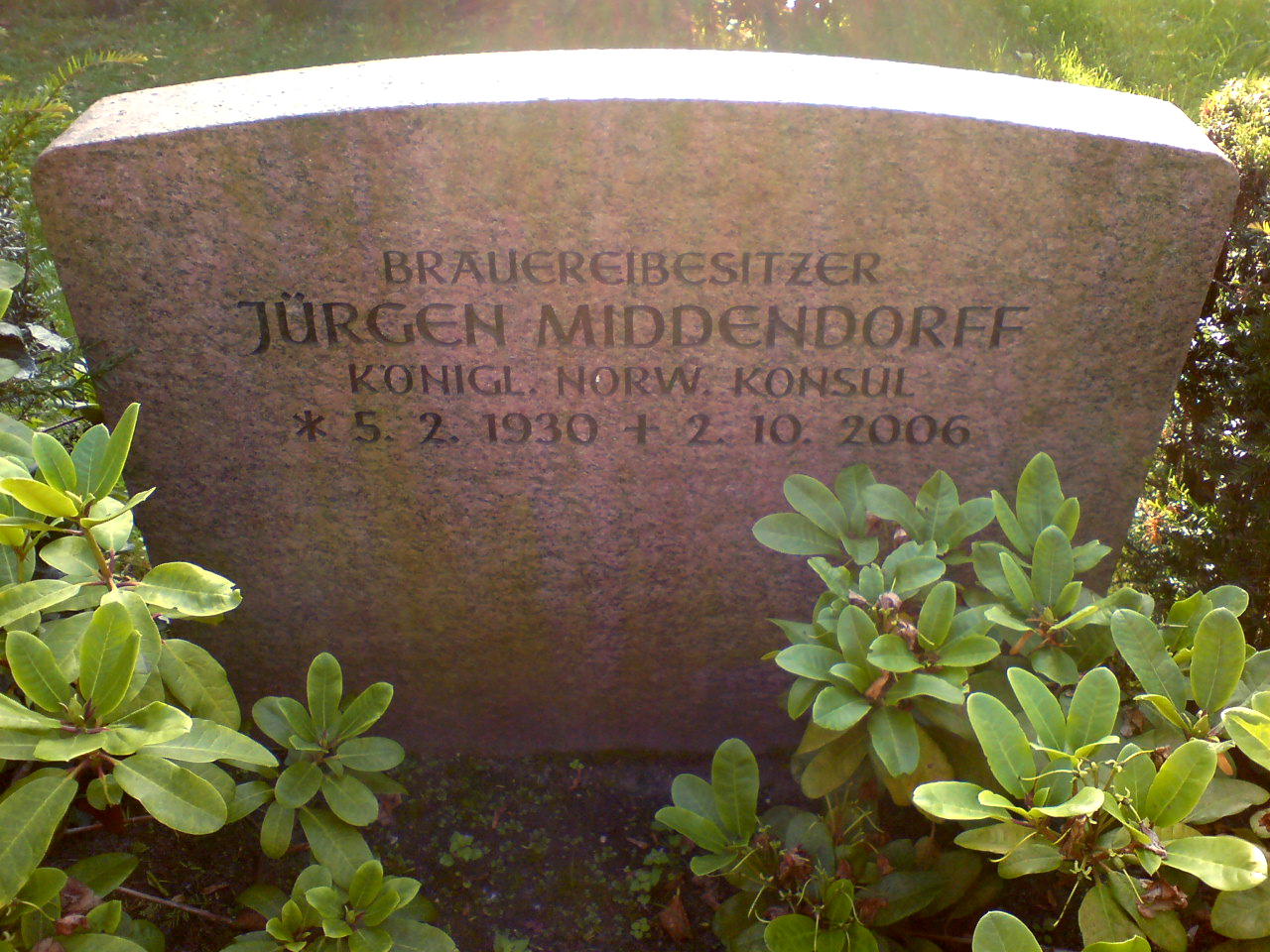
Grabmal Jürgen Middendorff, Betreiber der Herrenhäuser Brauerei

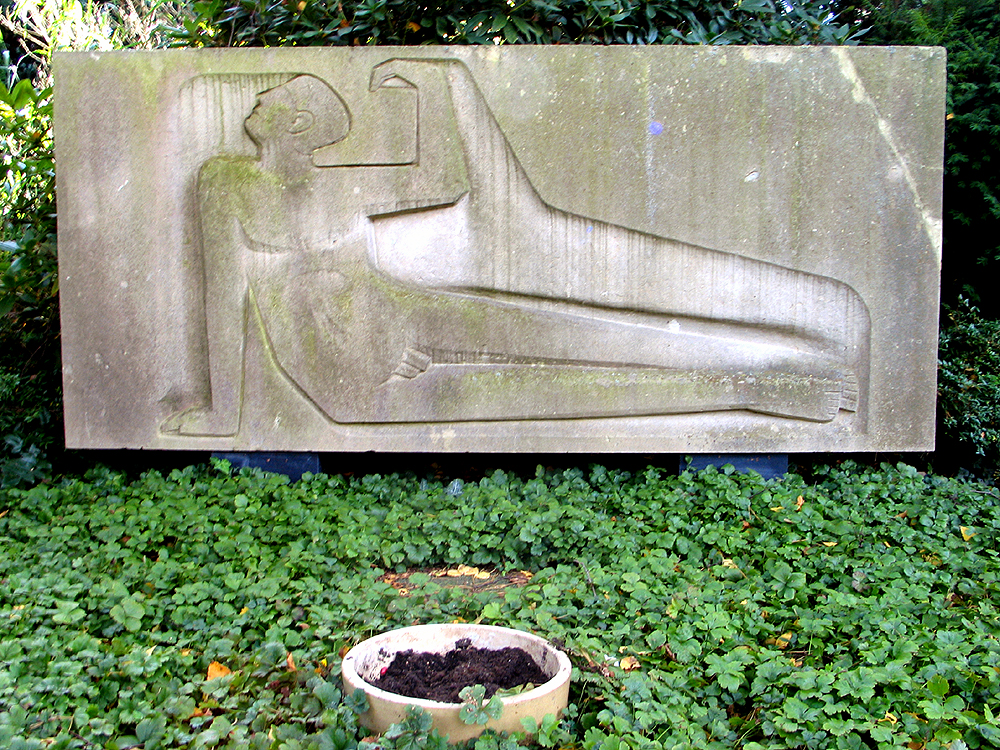
Liegender, Relief von Kurt Schwerdtfeger, Grabmal des Architekten Friedrich Lindau

Großen Zulauf fanden die Feierlichkeiten anlässlich der Präsentation der von Gitta Kirchhefer initiierten Sanierung des Grabmals Ernst von Malorties, darunter der Enkel Albrecht von Malortie oder der Ehrenkommandator des Johanniterordens, Axel Freiherr von Campenhausen, sowie Mitglieder des Welfenbundes. Für die Restauration hatte insbesondere die Klosterkammer Hannover Fördermittel bereitgestellt.

## Gräber (Auswahl)
Auf dem Herrenhäuser Friedhof finden sich zum Teil denkmalgeschützte Gräber und Grabmale bedeutender Persönlichkeiten. Nach den Nummerierungen im Übersichtsplan des Friedhofes sind dies (bis Nr. 21 Reihenfolge gemäß Kirchhefer):
1. Familiengrab der Familie um den Unternehmensgründer, Senator und Kommerzienrat Louis Eilers (1844–1917),[1] Gründer der Louis Eilers Stahlbau GmbH & Co.[7]
2. Wilhelm Jordan (1842–1899), Geodät und Professor an der Technischen Hochschule in Hannover;
3. Ernst von Malortie (1804–1887), Grabmonument des letzten Hofmarschalls im Königreich Hannover, mit einer von anfangs zwei Pagen-Figuren von Carl Dopmeyer;
4. Familie Carl Engelbert Maximilian von dem Busch (1860–1925), Herzoglich Braunschweigischer Polizeipräsident, Kammerherr SKH Ernst August Herzog zu Braunschweig und Lüneburg;
5. Familie Christian Simonson (1866–1951), Gestütsdirektor;
6. Familie Friedrich Markgraf (1827–1908), Gärtnermeister, Mitglied des Kirchenvorstands und Ortsvorsteher von Herrenhausen;
7. Familie Louis Röttger (1838–1917), Schmiedemeister, zuvor Maschinenschmied der Wasserkunst Herrenhausen;
8. Familie Heinrich von Kohlrausch (1818–1899), Oberst und Flügeladjutant Seiner Majestät König Georg V.;
9. Jürgen Middendorff (1930–2006), Inhaber der Herrenhäuser Brauerei, Honorarkonsul des Königreichs Norwegen, Ritter 1. Klasse des norwegischen Sankt-Olav-Ordens, Träger des Bundesverdienstkreuzes;
10. Wilhelm Reinecke (1885–1954), Königlich Hannoverscher Verwalter von Schloss Herrenhausen und Schloss Blankenburg; sowie Margarete Reinecke (1894–1981), Beschließerin von Gut Calenberg und Schloss Marienburg;
11. Hofgarteninspektor Franz Christian Schaumburg (1788–1868), unter anderem Schöpfer des Georgengartens;
12. Georg Heinrich Schuster (1799–1890), der auf dem Grabkreuz als „H. G. Schuster“ bezeichnete königliche Oberhofbaurat und stellvertretende Oberhofmarschall erbaute die Wasserkunst, den eisernen Laubengang im Großen Garten sowie Gewächshäuser und Brücken;
13. Eduard Schuster (1831–1904), der Geheime Baurat und Architekt hatte ab 1900 die Oberaufsicht über die Herrenhäuser Gärten inne;
14. Diedrich Bredehorst, Königlicher Schlosskastellan;
15. Familie Heinrich Engelke (1816–1884), der Großköthner verkaufte 1860 das Land für den späteren Herrenhäuser Friedhof;
16. Familie Heinrich Dangers (1792–1875), der Brinksitzer und Tischlermeister war von 1834 bis 1868 Gemeindevorsteher in Herrenhausen;
17. Kurt Lehmann (1905–2000), der Professor und Bildhauer schuf für Hannover zahlreiche Plastiken und Reliefs;
18. Eduard Pestel (1914–1988), der Professor war unter anderem Landesminister sowie Mitbegründer und Mitglied des Club of Rome;
19. Auguste Otten (1899–1988), Diakonisse und von 1934 bis 1974 Gemeindeschwester in Herrenhausen;
20. Adolf Cillien (1893–1960), Landeskirchenrat und MdB, unter anderem Mitbegründer der CDU;
21. Familie Arnold Kort-Lütgert (1862–1927); der Konrektor schrieb 1925 die erste Chronik des Friedhofes.[1]
22. Friedrich Lindau (1915–2007), Architekt,  Gründungspräsident der Architektenkammer Niedersachsen[8]
23. Stefan Schwerdtfeger (1928–2018), Bildhauer und Hochschullehrer, mit selbst entworfener Grabskulptur